# Viri financiranja

## Financiranje z dolžniškim  kapitalom
Financiranje z dolžniškim kapitalom od podjetnika zahteva, da odplača vsoto izposojenih denarnih sredstev vključno s plačilom, izraženim v obliki obrestne mere, včasih pa tudi v pogodbenih točkah, za uporabo ali možnost uporabe denarja. Če gre za kratkoročno financiranje ( ki traja manj kot eno leto), se denar po navadi nameni za zagotavljanje obrtnega kapitala za financiranje zalog, terjatev ali za delovanje podjetja. Sredstva se navadno odplačujejo iz nastale prodaje in dobička čez leto. Dolgoročno posojilo (ki traja dlje kot eno leto) se najpogosteje nameni za nakup lastnine, kot so strojna oprema, zemljišče ali stavba, del vrednosti pa se uporabi kot jamstvo. Še zlasti pri nizkih obrestih merah financiranje s posojilnim kapitalom omogoča podjetniku, da ohrani večji del lastništva v podjetju, in da z lastnim kapitalom ustvari večji dobiček. 
- Najpogostejše oblike dolžniškega financiranja so:

•	bančni krediti in obveznice,
•	lombardni krediti,
•	hipotekarni krediti,
•	faktoring,
•	lizing,
•	franšizing,
•	kreditne kartice,
•	obveznosti do dobaviteljev
Slabost takega financiranja je redno izplačevanje obresti, ki pa predstavlja denarni obtok v času, ko je za podjetje najvažnejše ohranjanje največjega možnega obsega sredstev in vlaganje v razvoj.

## Financiranje z lastniškim kapitalom
Viri lastniškega financiranja so lastna sredstva podjetnika in drugih sovlagateljev, ki so lahko v podjetje vložena v obliki kapitalskih deležev ali v obliki delnic. Financiranje z lastniškim kapitalom daje vlagatelju pravico do lastniškega deleža v podjetju. Pri taki obliki financiranja 
ni treba zastaviti sredstev in plačilo je povezano z dobičkom. Torej, so zaslužki vlagateljev odvisni od rasti in dobičkonosnosti podjetja. Vlagatelji imajo pomembno vlogo v podjetju, saj poleg finančne pomoči, nudijo tudi pomoč pri poslovodenju. Slabost lastniškega financiranja je, da podjetnik prepusti del lastništva in nadzora. V primeru propada podjetja, vlagatelj doživi izgubo.
Lastniški kapital razdelimo na tri vrste: neformalni tvegani kapital, delniški kapital in tvegani kapital.
Navadni lastniški kapital je sestavljen iz več delov Osnovni kapital (1) predstavlja nominalno vrednost zbranega lastniškega kapitala. Vplačani presežek (2) se pojavi vselej, ko družba ob izdaji za delnico dobi več kot znaša nominalna vrednost delnice. Celotni znesek vplačanega presežka znaša ravno zmnožek razlike med dejansko plačano ceno in nominalno vrednostjo delnice s številom delnic, Naslednjo sestavino predstavljajo rezerve (3), ki jih družbe oblikujejo z namenom povečanja varnosti poslovanja. O oblikovanju rezerv odloča skupščina delničarjev. Če npr. nastopijo slabe gospodarske razmere, rezerve predstavljajo blažilec za kritje izgube tekočega leta. V primeru dobička, ugotovljenega v izkazu uspeha, pa lahko družba skladno s politiko dividend del dobička razdeli delničarjem v obliki izplačila dividend, del pa zadrži. Za zadnji znesek se v bilanci stanja poveča postavka preneseni čisti dobiček (4).